# Oecetis lacustris
Oecetis lacustris – gatunek owada z rzędu chruścików i rodziny Leptoceridae. Larwy prowadzą wodny tryb życia, są drapieżne, budują przenośne domki.
Jest to gatunek holarktyczny, nie występuje w południowych częściach Europy. Larwy występują w jeziorach, zarośniętych odcinkach rzek i wodach słonawych, głównie na nizinach. Limnebiont.
Na Pojezierzu Pomorskim jedną larwę złowiono w Jeziorze Żarnowieckim, licznie i często w jeziorach lobeliowych (w jez. Łąkie masowo). W zgrupowaniu obok Mystacides azureus, Cyrnus flavidus i Limnephilus nigriceps, w wielu siedliskach, lecz preferował izoetydy i dno piaszczyste. Imagines łowiono nad jez. Mesowo. Na Pojezierzu Mazurskim larwy bardzo rzadko spotykane, głównie w rdestnicach. Larwy spotykane w jeziorach Wielkopolski. Na Pojezierzu Łęczyńsko-Włodawskim jedną larwę spotkano w rogatku w jeziorze Piaseczno. Materiał ponadto obejmuje dwie larwy złowione w stawie eutroficznym w Karkonoszach (430–440 m n.p.m.).
W Fennoskandii pospolity w jeziorach, stawach i zalewach morskich, raczej w dużych jeziorach lub o niskiej trofii. W jeziorach Łotwy pospolity w mezotroficznych, słaboeutroficznych i oligotroficznych. Stwierdzono występowanie w jeziorach Litwy, Estonii oraz jez. Ładoga. Gatunek występujący także w jeziorach Niemiec, Wielkiej Brytanii. Stwierdzony w wodach o pH 3,9–7,6. Imagines złowiono nad jeziorami we Włoszech i na Węgrzech. W Delcie Wołgi larwy występowały wśród pałki, rdestnic, rogatka. Na Krymie w wodach stojących. W Karelii larwy łowiono w dużych jeziorach, w piaszczystym i zarośniętym litoralu. W jeziorach Łotwy gatunek mało liczny, choć szeroko rozprzestrzeniony, o największej frekwencji w słaboeutroficznych jeziorach. Na Litwie, w Estonii i okolicach jeziora Ładoga imagines spotykane nad jeziorami i ciekami, larwy obecne także w jeziorach Estonii. Gatunek występuje w jeziorach Niemiec, uważany za eurytopowy, w Danii, Holandii. Uważany za gatunek acidobiontyczny lub obojętny na pH (Leuven et al. 1987). Imagines poławiane nad jeziorami Węgier. Na Krymie uważany za gatunek charakterystyczny dla dużych zbiorników zaporowych strefy podgórskiej.